# Glochidion merrillii
Glochidion merrillii är en emblikaväxtart som beskrevs av Charles Budd Robinson. Glochidion merrillii ingår i släktet Glochidion och familjen emblikaväxter. Inga underarter finns listade i Catalogue of Life.